# Кітаб-і-Агдас
Кітаб-і-Агдас або Агдас (араб. الكتاب الأقدس, перс. كتاب اقدس) — основна свята книга в релігії Бахаї, написана Багауллою в Акко в 1872—1873 рр. і опублікована на початку 1890-х. На українську мову перекладається як «Найсвятіша Книга». Містить, зокрема, зведення основних законів релігії (Bahá'í laws). Написана арабською мовою, перекладена багатьма мовами.
Книга доповнена розділами:
- «Питання і відповіді» (107 питань Бахауллі і відповіді на них)
- «Деякі тексти, явлені Багауллою», іноді «Скрижалі Багаулли, явлені після Кітаб-і-Агдас»
- Огляд і звід законів і встановлень Кітаб-і-Агдас
- 194 примітки

«Кітаб-і Агдас» приймає істинність декількох найбільш відомих релігій минулого і попередніх святих книг релігії Бахаї, але оновлює багато законів і правила. Не всі закони Кітаб-і Агдас є обов'язковими до виконання (наприклад, скасовуються нездійсненні на практиці або суперечать світському законодавству закони). У книзі визначаються основні молитви, терміни пісту, закони шлюбу і успадкування. Містяться приписи послідовникам релігії піклуватися про освіту дітей. Встановлюються правила організації будинків справедливості, в тому числі Світового будинку справедливості.